# Западня Артур Володимирович
Артур Володимирович Западня (нар. 4 червня 1990, Першотравенськ, Дніпропетровська область, УРСР , СРСР) — український футболіст. Виступав за молодіжну збірну України. Грає в основному на позиціях лівого захисника та лівого півзахисника.

## Біографія
У ДЮФЛУ виступав за «Волинь», «Нафком-БВУФК» та «Моноліт» (Іллічівськ).
Улітку 2008 року підписав контракт з маріупольським «Іллічівцем». У Прем'єр-лізі дебютував 9 травня 2009 року в матчі проти криворізького «Кривбасу» (2:0). Артур вийшов на поле на 75-й хвилині замість Миколи Кашевського і на 87 хвилині віддав результативну передачу на Вадима Мельника. Проте в подальшому Западня виступав здебільшого в молодіжній першості і до основної команди залучався вкрай рідко.
На початку 2012 року перейшов у «Ворсклу», проте і там виступав здебільшого за молодіжну команду, зігравши за головну команду протягом року лише два матчі у Прем'єр-лізі та один — у Кубку України.
У лютому 2013 року підписав дворічний контракт з запорізьким «Металургом».
22 червня 2016 року став гравцем рівненського «Вереса». З початку сезону 2018—2019 Западня став гравцем ФК «Львів», який замінив «Верес» у Прем'єр-лізі. Проте вже на початку 2019 року футболіст перейшов до луцької «Волині», яка виступала в першій українській лізі. Дебютував у новій команді 23 березня 2019 року, вийшовши на заміну у програному з рахунком 0:1 матчі чемпіонату України з краматорським «Авангардом».
8 січня 2021 року став гравцем «Металіста 1925». Через рік покинув харківський клуб.
У 2022 році виступав за казахстанський клуб «Мактаарал». 

### Збірна України
У 2010—2011 роках виступав за молодіжну збірну України, в складі якої провів 5 матчів.

## Досягнення
- Перша ліга України:

 Бронзовий призер: 2016/17, 2018/19, 2020/21